# Mens Sana Basket Siena
Mens Sana Basket Siena és el nom de la secció de bàsquet del Polisportiva Mens Sana, un club poliesportiu de la ciutat de Siena, a la regió de la Toscana, Itàlia. El club és sovint denominat com Montepaschi de Siena, en referència al patrocinador del club, la Banca Munti dei Paschi di Siena.
El Polisportiva Mens Sana va ser fundat en 1871, i és considerat el club esportiu més antic d'Itàlia. A més, es considera que aquest club va ser el primer a organitzar partits de bàsquet poc després de 1891 quan James Naismith va inventar aquest esport. La secció de bàsquet Mens Sana Basket, no obstant això, no es professionalitzà fins a 1973, quan l'equip va ascendir a la primera divisió de la Lliga italiana de bàsquet per primera vegada en la seva història. Des de llavors el Mens Sana Basket no ha parat de progressar i, gràcies al patrocini de la Banca Munti dei Paschi di Siena ha pogut anar creixent fins a convertir-se, en els anys 2000 en un dels clubs de bàsquet més reconeguts d'Itàlia i Europa en guanyar una Lliga italiana i participar dues vegades en la "Final Four" de l'Eurolliga.

## Palmarès

### Títols internacionals
- 3 Participacions a la Final Four de l'Eurolliga: 2003, 2004, 2008.

### Títols nacionals
* 3 Lliga italiana de bàsquet: 2004, 2007, 2008.
* 2 Supercopa d'Itàlia

## Jugadors històrics
- Mikhalis Kakiuzis
- Marvis Thornton
- Giacomo Galanda